# تشارلز ليفيت
تشارلز ليفيت (بالإنجليزية: Charles Leavitt)‏ (و. 1970  م) هو كاتب سيناريو أمريكي، ولد في بيتسبرغ.

## أعمال بارزة
من أهم أعماله:
- الألماس الدموي.

## وصلات خارجية
- تشارلز ليفيت على موقع IMDb (الإنجليزية)
- تشارلز ليفيت على موقع ألو سيني (الفرنسية)
- تشارلز ليفيت على موقع أول موفي (الإنجليزية)
- تشارلز ليفيت على موقع قاعدة بيانات الأفلام السويدية (السويدية)
- تشارلز ليفيت على موقع قاعدة بيانات الفيلم (الإنجليزية)
- تشارلز ليفيت على موقع كينوبويسك (الروسية)